# Tractus rubroolivaris
Der Tractus rubroolivaris ist eine Nervenbahn, die vom  Nucleus ruber im Mittelhirn zum Nucleus olivaris inferior in der Medulla oblongata führt.
Die Bahn stellt die größte Efferenz des Nucleus ruber dar und bildet einen Teil des Tractus tegmentalis centralis (zentrale Haubenbahn). Er spielt eine wichtige Rolle bei der Rückkopplungsschleife des Kleinhirns, da der Nucleus ruber über den Tractus cerebellorubralis Afferenzen aus dem Kleinhirn erhält, welche dann über den Tractus rubroolivaris an den unteren Olivenkernkomplex weitergeleitet werden und von dort aus wieder zurück zum Kleinhirn. Die Signale werden auf jeder der Stufen modifiziert und bearbeitet und gelangen dann letzten Endes vom Kleinhirn über den Thalamus zum Großhirn und von dort Richtung Rückenmark.